# ABCニュース (朝日放送ラジオ)
『ABCニュース』（エービーシー・ニュース）は、朝日放送ラジオ（ABCラジオ）の定時ニュース番組である。

## 概要
朝日放送は朝日新聞社との資本関係が強いため、毎日早朝から深夜まで定時のニュースを朝日新聞からの記事提供で放送している。朝日新聞の最新の朝刊・夕刊（主に大阪本社最終版）に掲載された記事を、ABC報道局の当番組専属デスクがラジオ放送へ適した表現に改めた原稿で伝えることが多い。
1951年11月11日の開局当初から2000年代前半（詳細不明）までは『朝日新聞ニュース』、以降は2013年3月31日まで『ABC朝日ニュース』（エービーシーあさひニュース）のタイトルで放送していた。同年4月1日（月曜日）午前6時のニュースからは、朝日放送テレビ（ABCテレビ）の定時ニュースと同じく「ABCニュース」のタイトルとなった。
かつては、アナウンサーの経験があるデスク（阿部成寿・中村智子・芦沢誠など）が、ニュース原稿の取捨選択やリライトに当たっていた。また、午前5時台の「さわやかミュージック」（旧）とともに各曜日毎にスポンサーが付いており、「（スポンサー名）がお送りする、朝日新聞ニュースです」と述べてからニュースを伝えていた（ニュース後にCM）。

## 放送時間
6時台から翌1時台（25時台）までの時間帯を対象に、原則として時報明けに放送。平日に関しては6時台から17時台までほぼ1時間に1回のペースで最新のニュースを伝えているが、土曜・日曜は元々少なく、平日ほどの頻度はない。
かつては、放送開始当初は毎時50分からの10分間が定時ニュース枠であった。その後、平日においては、1980年代まではほぼ毎時ごとに時報明けに5〜15分の単独番組『朝日新聞ニュース』（当時）があり、通常のレギュラー番組はニュースの後から開始されていた。1990年代以降は逆に時報直後からレギュラー番組を開始するようになり、ニュースはレギュラー番組に内包された。平日については、2022年4月改編の時点で、夕方（6時前）と夜（9時台）にのみ単独番組として編成されている。

### 放送時間（2023年7月時点）

#### 平日
| 時間 | 備考 |
| --- | --- |
| 6:00 | - （月～木）朝も早よから 芦沢誠です （金）朝も早よから 桂紗綾です - ABCラジオで平日の最も早い時間に放送される定時ニュース。 - 「朝も早よから」のパーソナリティが原稿を読む。 |
| 7:03 | - （月～木）おはようパーソナリティ小縣裕介です （金）おはようパーソナリティ古川昌希です - 基本として、当日の『朝も早よから』パーソナリティ（芦沢誠 ／桂紗綾）が担当。8時台には、担当者が7時台から変わる日がある。 - 7時台では、緊急時を除いて、ニュースを読む前に小縣・古川（休演日にはパーソナリティの代理者）とのクロストークへ臨んでいる。                      |
| 8:31 | - （月～木）おはようパーソナリティ小縣裕介です （金）おはようパーソナリティ古川昌希です - 基本として、当日の『朝も早よから』パーソナリティ（芦沢誠 ／桂紗綾）が担当。8時台には、担当者が7時台から変わる日がある。 - 7時台では、緊急時を除いて、ニュースを読む前に小縣・古川（休演日にはパーソナリティの代理者）とのクロストークへ臨んでいる。                      |
| 9:22 | - （月～木）ドッキリ!ハッキリ!三代澤康司です （金）きっちり!まったり!桂吉弥です |
| 10:07 | - （月～木）ドッキリ!ハッキリ!三代澤康司です （金）きっちり!まったり!桂吉弥です |
| 11:00 | - （月～木）ドッキリ!ハッキリ!三代澤康司です （金）きっちり!まったり!桂吉弥です |
| 12:20 | - （月～金）ABCパワフルアフタヌーン - 『上沼恵美子のこころ晴天』（月曜枠）や『桑原征平粋も甘いも』（水曜枠）を中心に、番組の進行状況によっては、本来のニュース枠の開始時刻が大幅に遅れる場合がある。 |
| 13:10 | - （月～金）ABCパワフルアフタヌーン - 『上沼恵美子のこころ晴天』（月曜枠）や『桑原征平粋も甘いも』（水曜枠）を中心に、番組の進行状況によっては、本来のニュース枠の開始時刻が大幅に遅れる場合がある。 |
| 14:20 | - （月～金）ABCパワフルアフタヌーン - 『上沼恵美子のこころ晴天』（月曜枠）や『桑原征平粋も甘いも』（水曜枠）を中心に、番組の進行状況によっては、本来のニュース枠の開始時刻が大幅に遅れる場合がある。 |
| 15:10 | - （月～木） ウラのウラまで浦川です （金）岩本・西森の金曜日のパパたち - 17時台について 1. 月～木曜は17:16頃に放送。 2. 金曜には17:20頃に放送。 |
| 16:00 | - （月～木） ウラのウラまで浦川です （金）岩本・西森の金曜日のパパたち - 17時台について 1. 月～木曜は17:16頃に放送。 2. 金曜には17:20頃に放送。 |
| 17時台 | - （月～木） ウラのウラまで浦川です （金）岩本・西森の金曜日のパパたち - 17時台について 1. 月～木曜は17:16頃に放送。 2. 金曜には17:20頃に放送。 |
| 17:55 | - （月）単独番組 （火～金）ナイターオフ期間に単独番組 - 月曜には通年、火～金曜にはナイターオフ編成の期間中（基本として年度下半期）に単独番組として放送。 |
| 21:00 | - （月～金）単独番組 - 月曜は原則として、『ミュージックパラダイス』（平日22～24時台の生放送番組）の月曜パーソナリティでもある福井治人が担当。 - 火～金曜でナイターイン編成の期間中（基本として年度上半期）にプロ野球のナイトゲームを中継する場合には、以下のように対応している。 1. 21:45までに中継が終了した場合→放送あり 2. 21:45以降も中継を続ける場合→放送なし |
| - 21:00以降には定時ニュースを編成していないが、関西地方で異常気象・地震・重大ニュースが発生した場合には、以下のアナウンサーが対応する場合がある。 - アナウンサーではなく、宿直勤務中の技術スタッフが伝えたり、最近はAIによる自動生成音声によって速報を伝えることもある。 - 22:00～25:00頃：『ミュージックパラダイス』のパーソナリティであるアナウンサーが、番組内で速報を伝えることがある。 - 月～水曜深夜の25:00以降：翌朝の『朝も早よから』パーソナリティの芦沢誠が、同番組の準備と並行しながら担当。 - 木曜深夜の25:00以降：翌朝の『朝も早よから』パーソナリティの桂紗綾が、芦沢と同様の体制で担当。 - 金曜深夜：朝日放送テレビのアナウンサーに代わって宿直勤務に就いている女性のフリーアナウンサーが担当。 | |

#### 土曜日
| 時間 | 備考 |
| --- | --- |
| 7:40 | - サクサク土曜日 中邨雄二です - 伊藤史隆（シニアアナウンサー）・柴田博・上田剛彦・北條瑛祐からいずれか1名が、宿直勤務を兼ねて担当することが多い。 - 朝日放送テレビが新卒でアナウンサーを採用した年には、当該アナウンサーが夏季（7～8月頃）から担当することもある。 - 7:45のニュースでは、緊急時を除いて、ニュースを読む前に中邨雄二とのフリートークに臨んでいる。その際に中邨が「サクスポ」（スポーツコーナー）への登場を呼び掛けていることから、「サクスポ」への出演を経て9:05頃のニュースまで担当することが恒例になっている。 |
| 9:05 | - サクサク土曜日 中邨雄二です - 伊藤史隆（シニアアナウンサー）・柴田博・上田剛彦・北條瑛祐からいずれか1名が、宿直勤務を兼ねて担当することが多い。 - 朝日放送テレビが新卒でアナウンサーを採用した年には、当該アナウンサーが夏季（7～8月頃）から担当することもある。 - 7:45のニュースでは、緊急時を除いて、ニュースを読む前に中邨雄二とのフリートークに臨んでいる。その際に中邨が「サクスポ」（スポーツコーナー）への登場を呼び掛けていることから、「サクスポ」への出演を経て9:05頃のニュースまで担当することが恒例になっている。 |
| 10:18 | - 征平・吉弥の土曜も全開!! - 10:20には、当日早朝の『おはよう朝日土曜日です』（朝日放送テレビ）へ出演していたアナウンサーから1人が担当する。 - 2022年度の上半期には、北村真平、斎藤真美、福井治人、増田紗織から1名が出演していた。 |
| 11:00 | - 征平・吉弥の土曜も全開!! - 10:20には、当日早朝の『おはよう朝日土曜日です』（朝日放送テレビ）へ出演していたアナウンサーから1人が担当する。 - 2022年度の上半期には、北村真平、斎藤真美、福井治人、増田紗織から1名が出演していた。 |
| 13:10 | - 土曜日やんなぁ? - 2023年7月8日から開始。朝日放送ラジオ東京オフィス内のスタジオから本編、ニュースのみ大阪市内（ほたるまち）の本社から放送している。 - 2023年7月1日までは 感度良好!中野涼子ですを通年で放送していて、ナイターイン編成の期間中（基本として年度上半期）には、プロ野球デーゲーム中継の有無によって以下のように対応していた。デーゲーム中継日における『土曜日やんなぁ?』開始後の対応については、阪神のデーゲームが9月2日まで組まれていないため、開始の時点で未発表。 - デーゲーム中継のない場合：フルバージョンとして13:00 - 17:00に放送する場合には、番組内のコーナー出演を兼ねて、藤崎健一郎が3回とも担当していた。藤崎は『土曜日やんなぁ?』の開始後も、この時間帯におけるニュースの担当を継続。 - デーゲーム中継のある場合 - 中継を13:55から始める関係で、13:55までの短縮バージョンを編成するため13:10のみ放送。 - 担当アナウンサーはシフト制で、藤崎はほとんど担当しない。                     |
| 14:00 | - 土曜日やんなぁ? - 2023年7月8日から開始。朝日放送ラジオ東京オフィス内のスタジオから本編、ニュースのみ大阪市内（ほたるまち）の本社から放送している。 - 2023年7月1日までは 感度良好!中野涼子ですを通年で放送していて、ナイターイン編成の期間中（基本として年度上半期）には、プロ野球デーゲーム中継の有無によって以下のように対応していた。デーゲーム中継日における『土曜日やんなぁ?』開始後の対応については、阪神のデーゲームが9月2日まで組まれていないため、開始の時点で未発表。 - デーゲーム中継のない場合：フルバージョンとして13:00 - 17:00に放送する場合には、番組内のコーナー出演を兼ねて、藤崎健一郎が3回とも担当していた。藤崎は『土曜日やんなぁ?』の開始後も、この時間帯におけるニュースの担当を継続。 - デーゲーム中継のある場合 - 中継を13:55から始める関係で、13:55までの短縮バージョンを編成するため13:10のみ放送。 - 担当アナウンサーはシフト制で、藤崎はほとんど担当しない。                     |
| - ABCフレッシュアップベースボール - デーゲーム中継のある場合：5回裏の終了後（16:00頃）を目途に、ニュースを1項目伝える。                                                                                    | |
| 16:10 | - 感度良好!中野涼子です - 『土曜日やんなぁ?』の放送開始（2023年7月8日）に伴って、放送枠を土曜日の午後帯（フルバージョンの場合には13:00 - 17:00）から移動。ナイターイン編成の期間中（基本として年度上半期）には、プロ野球デーゲーム中継の有無によって以下のように対応している。 - デーゲーム中継がなくナイトゲーム中継を放送する場合 - 短縮バージョンを16:00 - 17:40に編成する関係で、16時台に1回だけニュースを放送。土曜日午後帯のフルバージョンと同様に、藤崎が他のコーナー（夕方帯への移動後は17時台以降に放送）への出演と並行しながら担当している。 - デーゲーム中継のある場合 - 中継の終了後（基本として17:00以降）から19:00まで放送することが発表されているが、前述した事情から、ニュースの回数や時間帯については未発表。 - 2023年7月1日までは、単独番組としての放送枠を17:55 - 18:00に設定。デーゲーム中継を17:25以降に延長する場合には休止していたが、『感度良好!中野涼子です』の放送枠移動を機に廃枠。 |
| 21:00 | - ナイスじゃナイト!シリーズ（年度上半期は小早川秀樹のナイスじゃナイト!） - 番組内で放送。セイ・プロダクションに所属する女性のフリーアナウンサーが、宿直勤務の一環で担当する。 - ニュースに続いて放送する天気予報では、他の生ワイド番組と同様のBGMが使われる。 - なお、特別番組の放送で当該番組が枠縮小となり、21:00以前に終了する場合にはこの時間にニュースは編成されない。 |
| - 21:00以降には定時ニュースを編成していない。 - 関西地方で異常気象・地震・重大なニュースが発生した場合には、宿直勤務中の技術スタッフが伝えたり、最近はAIによる自動生成音声によって速報を伝えることがある。 | |

#### 日曜日
| 時間 | 備考 |
| --- | --- |
| 8:55 | - 単独番組 - 早番のフリーアナウンサーが担当する。昨夜の最終ニュース（「ナイスじゃナイト!」内、21:00のニュース）の担当者とは限らない。 |
| 10:17 | - 武田和歌子…and music - 日勤のフリーアナウンサーが担当する。この時間の担当者は原則として17:55のニュースまで1人で担当し続ける。 |
| 11:00 | - 武田和歌子…and music - 日勤のフリーアナウンサーが担当する。この時間の担当者は原則として17:55のニュースまで1人で担当し続ける。 |
| 13:10 | - STAR☆MUSIC☆SUNDAY - ナイターイン編成の期間中（基本として年度上半期）には、プロ野球デーゲーム中継の有無によって、以下のように対応している。 - デーゲーム中継のない場合：フルバージョンとして13:00 - 17:00に放送する場合には、番組内のコーナー出演を兼ねてフリーアナウンサーが3回とも担当する。 - デーゲーム中継のある場合 - 中継を13:55から始める関係で、13:55までの短縮バージョンを編成するため13:10のみ放送。 |
| 14:00 | - STAR☆MUSIC☆SUNDAY - ナイターイン編成の期間中（基本として年度上半期）には、プロ野球デーゲーム中継の有無によって、以下のように対応している。 - デーゲーム中継のない場合：フルバージョンとして13:00 - 17:00に放送する場合には、番組内のコーナー出演を兼ねてフリーアナウンサーが3回とも担当する。 - デーゲーム中継のある場合 - 中継を13:55から始める関係で、13:55までの短縮バージョンを編成するため13:10のみ放送。 |
| 16:00 | - STAR☆MUSIC☆SUNDAY - ナイターイン編成の期間中（基本として年度上半期）には、プロ野球デーゲーム中継の有無によって、以下のように対応している。 - デーゲーム中継のない場合：フルバージョンとして13:00 - 17:00に放送する場合には、番組内のコーナー出演を兼ねてフリーアナウンサーが3回とも担当する。 - デーゲーム中継のある場合 - 中継を13:55から始める関係で、13:55までの短縮バージョンを編成するため13:10のみ放送。 |
| - ABCフレッシュアップベースボール - デーゲーム中継のある場合：5回裏の終了後（16:00頃）を目途に、ニュースを1項目伝える。                                                                                              | |
| 17:55 | - 単独番組 - フリーアナウンサーが担当する。 - デーゲーム中継を17:25以降も放送する場合には休止。 |
| 21:00 | - サニー・フランシスのマサララジオ - 番組内で放送。セイ・プロダクションに所属する女性のフリーアナウンサーが、宿直勤務の一環で担当する。 - ニュースに続いて放送する天気予報では、他の生ワイド番組と同様のBGMが使われる。 - なお、特別番組の放送で、当該番組が枠縮小となり、21:00以前に終了する場合には、この時間にニュースは編成されない。                                                                        |
| - 21:00以降には定時ニュースを編成していない。 - 関西地方で異常気象・地震・重大なニュースが発生した場合には、芦沢誠や、宿直勤務中の技術スタッフが伝えたり、最近はAIによる自動生成音声によって速報を伝えることがある。 | |

### 単独番組版
- 現在は、毎日17:55 - 18:00と、月曜日の21:45 - 21:50、火 - 日曜日の21:00 - 21:05、日曜日7:00 - 7:05に単独番組として放送。単独番組として放送する場合には、担当の朝日放送テレビアナウンサー[注 2] がストレートニュース → 関西ローカルの天気予報の順に伝える。なお、2018年4月改編から2022年4月改編までは朝日放送ラジオにおける1週間の番組編成で終点に当たる番組（放送終了直前枠）として月曜0:30 - 0:35（日曜24:30 - 24:35）[注 3] にニュース・天気予報が放送されていた。
- 2018年4月改編以降は、日曜日7:00 - 7:05枠と、この改編から新設された月曜日の放送終了直前枠[注 3]を、セイタレントプロダクション所属のフリーアナウンサー[注 4]が交代で担当している。
- かつて、1989年3月31日までは、毎日6:00 - 6:10と7:00 - 7:15に単独番組として設けられており、併せて番組後半では関西ローカルの天気予報も放送されていた[5][6]。また他に、放送開始が5:00となった1970年7月より1970年代後半までは、5:00 - 5:05も単独番組として設けられていた[7][8]。
- 火 - 土曜日0時台のニュースも『ABCヤングリクエスト』を始めとする自社制作の生ワイド番組へ内包されていた。その後、2009年7月の番組改編で『ABCミュージックパラダイス』の放送がいったん終了したことを機に、月 - 木曜日には一時23:57頃に当番組の放送枠を設けていたが、後に廃止された。
- プロ野球ナイター中継（現在は『ABCフレッシュアップベースボール』）が延長した場合には、21:00に放送を予定していたニュースを、中継終了直後まで繰り下げ。全国高校野球選手権本大会中継の期間中にニュースの放送枠が中継時間と重なった場合には、前の試合と次の試合の合間に天気予報・交通情報とセットで放送する。また、プロ野球のデーゲームを中継する場合には、5回裏の終了後（グラウンド整備中）などを目途に当番組を挿入する。
- なお、2017年・2018年には、阪神タイガースの公式戦・クライマックスシリーズ・日本シリーズの中継を21:40以降にまで延長する場合に、後座のフィラー番組（『堀江政生のほりナビ!!』→『9〜ジックナイト!』）を休止したうえで、中継終了の直後から単独番組としてニュース・天気予報を放送。21:50以降にまで延長する場合には、本来はフィラー番組の後に放送される『スポーツ伝説』[注 5] も休止していた。2019年には、『下埜正太のショータイムレディオ』（2016年度の下半期から毎週金曜日の22 - 24時台で通年放送）の放送枠・放送曜日を1月から拡大したことに伴って、ナイターイン期間の火 - 木曜日に『ショータイムレディオ』をフィラー番組とて編成。この改編を機に、上記の中継を22:00以降にまで延長する場合には、中継終了後にニュース・天気予報をはさまず『よなよな…』（本来は22:00から生放送を開始する自社制作の深夜番組）へ直結するようになった。火 - 木曜日のフィラー番組が『田淵麻里奈の夜あそびはココから』に代わった2020年・2021年および、2021年の10月改編で『よなよな…』に代わって『ABCミュージックパラダイス』がレギュラー放送を再開してからも、中継を22:00以降も続ける場合には上記の直結措置を講じている。
- 2022年4月以降は、日曜午前の放送枠を7:00 - 7:05から8:55 - 9:00[注 6] に移動。また、平日最終版の基本放送枠が、全曜日を通じて21:00 - 21:05に統一された。

### ワイド番組内包版
- 上記以外の時間帯には、朝日放送ラジオの自社制作による生ワイド番組の中で放送。番組の進行状況によって放送開始時間が数分程度前後するほか、スポンサーが付いている場合には、その番組の出演者（主にアシスタント）が提供クレジットを含めて「○○（スポンサー名）がお送りする（した）『ABCニュース』です（でした）。（この時間の担当は○○アナウンサーです）」と紹介する[注 7]。
- 「ABCパワフルアフタヌーン」（月 - 金曜日午後の生ワイド番組枠）の放送開始時間を13:30から12:00に繰り上げた2010年4月からは、長らく単独番組として扱ってきた平日13:25（以前は13:20）の放送枠を、同番組13時台のニュースコーナーに再編。午前中から12 - 13時台前半にかけて放送の生ワイド番組へ内包されていた平日12時台のニュースも、午前中の生ワイド番組を12:00で終了させる関係で、「ABCパワフルアフタヌーン」枠番組のオープニング直後に組み込んだ（土曜日のみ生ワイド番組への内包を継続）。この再編を境に、平日の12時台に全国規模の重大なニュースを伝える場合には、朝日放送のテレビで放送された全国ニュース（月 - 金曜日は『ワイド!スクランブル・第1部』内包番組の『ANNニュース』、土・日曜日は『ANNニュース』）の取材音源を一時流していた。
- 2012年10月から2016年9月までは、長らく単独番組として編成されてきた火 - 金曜日21時台（基本として21時の時報明け）の放送枠を、通年放送の生ワイド番組『堀江政生のほりナビ!!』（以下『ほりナビ』と略記）へ内包。2013年から2016年までのプロ野球シーズンには、『ABCフレッシュアップベースボール』のナイトゲーム中継が21:40までに終了した場合、中継予定の試合が中止・ノーゲームになった場合、最初から中継の予定がない場合には、いずれも『ほりナビ』の中でニュース・天気予報を伝えていた。しかし、2016年度ナイターオフ期間における火 - 金曜日夜間の番組編成の見直し（『ほりナビ』の放送枠繰り上げ・『ほりxナビ』へのリニューアルなど）を機に、天気予報とのセットによる5分間の単独番組へ戻っていた。
- 2014年4月改編で自社制作の深夜番組が復活。その一つである『夜は、おととも』（月 - 金曜1:00 - 3:00）では、午前1:30前後にニュースを内包していたため、当日担当の女性パーソナリティ（関西地方を拠点に活動するラジオパーソナリティ、フリーアナウンサー）が原稿の読み上げを担っていた。2018年1月から放送中の後継番組『With you』（火 - 土曜1:00 - 4:15）[注 8] でも、この体制を維持していた。
- 2017年度以降のナイターオフ期間で火 - 金曜の夜間に放送される生ワイド番組『伊藤史隆のラジオノオト』では、当番組を内包しない代わりに、「7時のニュースフラッシュ」（最新のスポーツニュースを織り交ぜたニュースコーナー）と「ABC天気予報」を編成。いずれも、朝日放送→朝日放送テレビアナウンサーの伊藤史隆が原稿を読んでいる。また、同じ時期から土曜日の午後に通年で放送中の生ワイド番組『感度良好!中野涼子です』では、一部のコーナーに出演する朝日放送テレビアナウンサーが番組内のニュース・天気予報担当を兼務している（2020年10月までは堀江→同年11月から藤崎健一郎）。
- なお、2022年10月改編からは、『With you』に代わって『R→933』という音楽番組が放送されている。『R→933』は日曜日の未明にも編成されているが、パーソナリティを立てない「ノンDJ・ノントーク」というスタイルで楽曲を流すことに特化しているため、定時ニュースを内包していない。[注 9]

また、平日7時台・8時台の定時ニュース枠を内包していた『おはようパーソナリティ道上洋三です』は、2022年3月25日（金曜日）放送分で45年にわたる歴史に幕を閉じた。ただし、7時台・8時台の定時ニュースを含む大半のコーナーは、翌週（同月28日）から『おはようパーソナリティ小縣裕介です』（月 - 木曜日）『おはようパーソナリティ古川昌希です』（金曜日）へ引き継がれている。

### さわやかミュージック・朝日新聞の声
1970年6月までは5:30放送開始であったが、翌7月より月曜 - 土曜は5:00開始（日曜は従来通り5:30開始）となり、その時点から1970年代後半頃までは5:00 - 5:05がニュースであった。のち、このニュース枠が『さわやかミュージック』（旧）となり、朝日放送ラジオにおける一日の最初の番組として、長らく放送された。番組開始当初は前番組のニュースを引き継いで日曜を除く毎日であったが、1980年代後半に土曜日の放送が廃止され、以後番組終了時点まで月曜 - 金曜にて放送されていた。この番組は音楽番組であったが、放送当日に台風接近や交通機関のストライキなど緊急性の高い重大ニュースがある場合に限り、『今朝の一曲』の途中で曲を打ち切って「ここで、番組の途中ですが、ニュースをお伝えします」と当日宿直勤務のアナウンサーが臨時ニュースを伝えていたこともあり、臨時のニュース枠という側面もあった。
- MCは、最終回の時点で 宮村不二子（ただし自己紹介はしなかった）。
- オープニングでは、時報の直後に流れるBGM[注 10] をバックに「さわやか～ミュージック。（○○がお送りします[注 11]。）」とナレーション。それから「おはようございます。お目覚め、爽やかですか?今日は○月○日○曜日」と述べたあと、基本的に放送当日にちなんだエピソード（「今日は○○の日…」など）を紹介し、続けて「では、今朝の一曲です」と歌手名・曲名を紹介してから『今朝の一曲』が流れた。5:04すぎに当日スポンサーのCMが入り（CMがない場合はCMの部分もそのまま曲を放送）、CMが明けてBGMをバックに最後に「では、あなたの今日一日が爽やかでありますよう…さわやか～ミュージック、今朝はこの辺で。（○○がお送りしました[注 11]。）」で締めた。
- 取り上げられた曲は演歌・歌謡曲・ニューミュージック・フュージョンなどジャンルを問わずランダムであったが、1980年代後半は一週間とも同じ歌手を取り上げたり、1990年代前半は朝日放送のテレビの番組絡みのテーマ曲などが集中して取り上げられたりした。
- 当時、当番組のあとは5:05 - 5:30が宗教番組枠となっており、ステーションブレイクは挟まず番組終了直後に「信仰の時間」・「宗教の時間」が放送されていた。5:30からは『おはよう浪曲』（1989年3月31日まで）、『毛利千代子のおはようパートナー』（1989年4月3日以降）が放送されていた[11]。
- 『毛利千代子のおはようパートナー』の放送時間が5:00 - 6:30へと変更されることに伴い、2001年3月頃に当番組は終了した[11][12]。

この期間中は併せて、「朝日新聞ニュース」の他に、朝日新聞記者によるラジオ版天声人語とも言えるコラム番組「朝日新聞の声」が放送されていた。
- 提供は朝日新聞社（買い取り番組）で、コラムの朗読は宿直のアナウンサーが務めていた（録音）。これを題材に、「ラジオ番組『朝日新聞の声』を聴く―日本語で現代日本を考える」が1987年に出版されている（著・砂川 裕一、砂川 有里子 ISBN 4874240267）。
- 放送期間は、1953年1月5日 - 1995年3月31日。放送時間は、放送開始当初は7:00 - 7:15で15分番組であったが[13] 、晩年は5分間（厳密には4分間で、あとの1分はステーションブレイク）。確認できる中では、1966年11月時点と1970年10月時点では6:55 - 7:00[9][7]、1975年10月時点、1985年10月時点では6:10 - 6:15（『柴田邦江のおはようパートナー → 毛利千代子のおはようパートナー』の直前）[8][5]であったが、晩年は『毛利千代子のおはようパートナー』の放送開始が5:30に早まったことに合わせて4:55 - 5:00（『さわやかミュージック』の直前）[6]に移動した。
- オープニングは、「朝日新聞の声」のナレーションの直後に、BGMとして『モーツァルトのクラリネット協奏曲 イ長調 K. 622第3楽章』を流しながら、「今日の担当は●●記者です」とナレーション。BGMがフェードアウトしてから、朗読が始まった。
- コラムは記者の執筆内容によるため時間はまちまちで、大概は尺が余るためオープニングBGMのエンディング部分を流していたが、まれにコラムが長すぎて放送時間枠ギリギリの場合はオープニングBGMのエンディング部分はカットして番組が終了したこともあった。
- ABCラジオ以外にも、九州朝日放送、福井放送、山口放送の各ラジオ局などでも放送された。
- 当番組の終了後からナイターオフ限定で放送されている『伊藤史隆のラジオノオト』では、「教えて!あしたの朝刊読みどころ」というコーナーが設けられている（2017年度は19時台後半→2018年度は20時台後半）。事前収録によるコラムの朗読ではなく、朝日新聞大阪本社編集センターからの生中継を通じて、同センター所属の社員が放送翌日に発行予定の朝刊から1面のトップ記事と「お勧め記事」の概要を1本ずつ紹介。

旧番組の終了後、2020年6月まで放送されていた『さわやかミュージック』は、宗教団体のスポンサー撤退により空いた宗教番組枠の穴埋めであり、旧番組とは位置づけが異なる。宗教番組の相次ぐ放送終了により、かつては曜日によっては4:35 - 4:59まで、途中4:45 - 4:50に『世の光』を挿入する形で前後半で放送されたこともあった（2018年9月28日まで）が、2018年10月の番組改編以降の当番組は毎週木曜・金曜の4:35 - 4:45（「信仰の時間」・「宗教の時間」枠）のみの放送となった。その後、2020年7月から毎週木曜・金曜の4:35 - 4:45の枠は通販番組（木曜：今旬!いいもの百貨店、金曜：いいものテンミニッツ!）となったため、同年6月26日にて放送終了した。
- MCは秀平真由美（以前とは異なり、自己紹介をしている）。
- BGM（旧番組とは異なる曲）が流れた後、オープニングで以前と同じく「さわやか～ミュージック。おはようございます。お目覚め、爽やかですか?」とコール。旧番組とは異なり、ノンスポンサーであった。放送時間は10分間なので2 - 3曲を流した。また、歌手名・曲名と併せて発表年（「○○年の曲です」）も紹介していた。

## 担当者

### アナウンサーのローテーション
朝日放送時代には、「ABC天気予報」とセットの独立番組（定時枠）として編成する場合に、ニュースの担当を同局のアナウンサーだけで賄っていた。朝日放送のラジオ放送部門が分社化で朝日放送ラジオへ移行した2018年4月2日以降は、前述した『With you』への内包分、『朝も早よから』への内包分（平日の午前6時台、詳細後述）および、日曜最終版の定時枠（前述）を除いて、同局からテレビ放送・アナウンス管理などの部門を継承した朝日放送テレビ所属のアナウンサーが基本としてローテーションで担当。ただし、レギュラーで出演している他番組 などとの兼ね合いから、担当の頻度はアナウンサーによって差がある。週に数日担当するアナウンサーもいれば、年に1 - 2回だけ出演するアナウンサーもいる。全国高等学校野球選手権大会の中継期間（8月上旬 - 中旬）などには、管理職に当たるベテランアナウンサーが、泊まり勤務の一環で深夜・早朝のニュースを担当する場合もある。
新人アナウンサーを採用した年には、6月ないしは7月上旬の平日13 - 15時台に放送されるニュース（現在は「ABCパワフルアフタヌーン」枠や『ウラのウラまで浦川です』・『岩本・西森の金曜日のパパたち』に内包）が、「初鳴き（番組デビュー）」の舞台になる。以降は、全国高等学校野球選手権大会の中継期間まで、新人アナウンサーが平日午後のラジオニュースを担当する頻度が高くなっている。
2013年以降は、プロ野球シーズンの火 - 金曜日21時台に『堀江政生のほりナビ!!』を放送する場合に、パーソナリティの堀江政生アナウンサーが番組内の「ABCニュース」「ABC天気予報」も担当。その関係で、平日17時台のニュース担当を兼務することも多かった。『ほりナビ!!』シリーズ終了後の2017年10月から2020年10月までは、『感度良好!中野涼子です』（土曜日午後の生ワイド番組）で「週刊!堀江政生」→「堀江政生の気になる話題」（ニュース解説コーナー）を担当することに伴って、『感度良好 - 』内の定時ニュース（13 - 16時台）も読んでいた。2020年11月以降は、後輩アナウンサーの藤崎健一郎が定時ニュースとニュース解説の担当を引き継ぐ一方で、堀江も他の冠コーナーにのみ出演を継続。
2018年7月以降は、セイ・タレントプロダクション所属のアナウンサーが、火曜21時台と水曜7・8時台、水曜21時台と木曜7・8時台、土曜21時台と日曜7時台のニュースを1名ずつ担当（いずれも泊まり勤務扱い）。その一方で、朝日放送テレビアナウンサーによるラジオニュース向けの泊まり勤務日を週4日に減らしていた。2020年10月頃からは、日曜7時台と21時台のニュースに限って、セイ・タレントプロダクションのアナウンサーに委託。
平日の深夜～早朝帯については、『朝も早よから』のパーソナリティが（代演するアナウンサーを含めて）担当日の未明（基本として午前2時台）に出勤しているため、同番組の打ち合わせ・本番が始まるまでは宿直勤務に準ずる扱いで待機している。2021年9月までは、パーソナリティが待機するまでにニュース速報や気象警報が入った場合に、当該時間帯の生放送番組であった『With you』のパーソナリティが対応していた。ただし、『with you』がパーソナリティを立てない『R→933』に代わった同年10月以降は、『朝も早よから』のパーソナリティ、または宿直勤務にあたっている技術スタッフ（金曜、土曜深夜）が、速報を担当する場合や、AIによる自動生成音声で対応する場合もある。土・日曜日の深夜～早朝帯では、前述したように、セイ・タレントプロダクションのアナウンサーから1名を宿直勤務に就かせている。
2020年1月頃からは、日曜10・11時台（『全力投球!!妹尾和夫です。サンデー』→『武田和歌子…and MUSIC。』への内包分）および14・16時台（『STAR☆MUSIC☆SUNDAY』または『ABCフレッシュアップベースボール』デーゲーム中継への内包分）も、江崎友基子（『おはよう朝日です』平日版の元・アシスタント）などのフリーアナウンサーが週替わりで担当。2020年10月頃から朝日放送テレビアナウンサーによるシフト制へ戻っていたが、2021年3月以降は、土・金曜日の夜間と日曜日の全時間帯にフリーアナウンサーが担当している。
内包先番組の出演者からニュース担当アナウンサー（～）への呼び掛けに際しては、朝日放送テレビのアナウンサーが担当する場合に「～ アナウンサー」、フリーアナウンサーが担当する場合に「～ さん」という呼称を用いている。

### ニュースデスク
2012年9月28日（金曜日）まで、平日午前（午前6時 - 午前11時）のワイド番組に内包されるニュースでは、報道局のデスク（前述）とは別に朝日放送の報道系アナウンサーが「ニュースデスク」の肩書きで出演。平日については、曜日ごとに担当者を固定したうえで、ニュースで伝える項目の決定などにも携わっていた。
このうち、午前7時〜11時のニュースについては、「ニュースデスク」が内包先の生ワイド番組を放送中のスタジオへ登場。ニュースの途中で「ニュースデスク」としてのコメントや、ワイド番組のパーソナリティとのクロストークをはさんでいた（緊急時を除く）。なお、平日午前6時台のニュースについては、「ニュースデスク」がラジオニュース専用のスタジオ（報道ブース）から伝えていた。
土・日曜日の午前中（午前7時 - 正午）に放送されるニュースでは、平日と同様に、担当の「ニュースデスク」を固定した時期があった。2006年からは基本として、週ごとに担当者を変えながらも、午前中のニュースを1人のアナウンサーが担当。ただし、土曜日については、午前7 - 9時台の生ワイド番組（2012年1月以降は『サクサク土曜日 中邨雄二です』）内のニュース（午前7 - 9時）を担当するアナウンサーを（放送上）「ニュースデスクの〜さん」と呼んでいた。前述の阿部のように、「ニュースデスク」として登場していたアナウンサーが報道部へ異動した場合に、当番組専属のデスクを担当することもある。
|                        | 月曜日   | 火曜日   | 水曜日   | 木曜日   | 金曜日   | 土曜日     | 日曜日   |
| ---------------------- | -------- | -------- | -------- | -------- | -------- | ---------- | -------- |
| - 2003年3月            | 戸石伸泰 | 戸石伸泰 | 村田好夫 | 村田好夫 | 村田好夫 | 阿部成寿   | -        |
| 2003年4月 - 2004年3月  | 阿部成寿 | 阿部成寿 | 阿部成寿 | 村田好夫 | 村田好夫 | 鳥木千鶴   | -        |
| 2004年4月 - 2005年12月 | 阿部成寿 | 阿部成寿 | 阿部成寿 | 村田好夫 | 村田好夫 | 長嶋賢一朗 | 上田慶行 |
| 2006年1月 - 2007年9月  | 阿部成寿 | 阿部成寿 | 阿部成寿 | 岡元昇   | 岡元昇   | -          | -        |
| 2007年10月 - 2009年3月 | 岡元昇   | 浦川泰幸 | 浦川泰幸 | 阿部成寿 | 阿部成寿 | -          | -        |
| 2009年4月 - 2010年3月  | 浦川泰幸 | 浦川泰幸 | 和沙哲郎 | 和沙哲郎 | 岡元昇   | -          | -        |
| 2010年4月 - 2012年3月  | 和沙哲郎 | 和沙哲郎 | 和沙哲郎 | 芦沢誠   | 芦沢誠   | -          | -        |
| 2012年4月 - 2012年9月  | 芦沢誠   | 芦沢誠   | 和沙哲郎 | 和沙哲郎 | 和沙哲郎 | -          | -        |

しかし、ABCラジオでは2012年10月1日（月曜日）から、特定のアナウンサーが「ニュースデスク」を兼務する体制を刷新。平日8 - 11時台のニュースも、他の曜日・時間帯と同じく、アナウンサーがシフト勤務の一環として報道ブースから日替わりでニュースを伝える。ただし、『おはようパーソナリティ道上洋三です』の7時台のみ、担当アナウンサーは引き続き同番組のスタジオへ出演。2016年3月までは、7時台のニュースを伝えた後に、道上とひとしきりフリートークを繰り広げる趣向を講じていた（同年4月放送分からは基本としてフリートークを割愛）。2018年には、道上の夏季休暇によって堀江がパーソナリティ代理を務める期間のうち、7月最終週から（第100回全国高等学校野球選手権記念大会をはさんで）8月最終週までの水・木曜日にセイ・タレントプロダクション所属の女性アナウンサー（水曜日：高木恵、木曜日：橘ともこ） が7・8時台のニュースを担当している。
平日6時台のニュースについては、2012年10月1日放送分から、『慶元まさ美のおはようパートナー』（当時の内包先番組）パーソナリティの慶元まさ美（フリーアナウンサー）が担当。同番組が『朝も早よから 中原秀一郎です』に代わった2016年9月26日から2018年12月31日（いずれも月曜日）までは、朝日放送のアナウンサー時代にもニュースを担当したパーソナリティの中原秀一郎が原稿を読んでいた。
2019年1月以降は、『朝も早よから - 』のパーソナリティが朝日放送テレビの現役アナウンサー（月 - 木曜日：芦沢、金曜日：桂紗綾）に代わったため、芦沢と桂が出演日のニュース（6時台および『おはようパーソナリティ道上洋三です』内の7・8時台）も担当していた。『おはようパーソナリティ道上洋三です』の月 - 木曜分が『おはようパーソナリティ小縣裕介です』、金曜分が『おはようパーソナリティ古川昌希です』へ引き継がれた2022年3月28日以降も、上記の分担体制と担当者を踏襲。
ちなみに、2013年最初のニュース（1月1日午前6時）では、桑原征平（関西テレビ出身のフリーアナウンサー）が担当に起用された。桑原が同日午前5時から『2013年新春スーパーワイド第1部　元旦早々、粋も甘いも　桑原征平です』（6時間生放送の新春特別番組）でパーソナリティを務めたことによるもので、関西テレビ在籍時から通算21回目、フリーアナウンサー転身後では初めてのニュース担当であった。

## 「Just on News（ジャスポンニュース）」
ABCラジオが朝日放送として開局した当初は、NHKへの対抗策として、毎時50分から10分間の定時ニュース枠を設けていた。JRNへの加盟を機に、定時ニュースの開始時間を原則として正時（00分）へ統一するとともに、一部の時間帯に（正時スタートであることを示す）「Just on News」というタイトルで放送。「Just on News」という英語の発音から、「ジャスポンニュース」とも呼ばれた。ちなみに、「Just on News」では、女性のコーラスによる「Just on News ABC（ジャスポンニュース エイ・ビー・シー）」というジングルを流してから本編に入っていた。

## 備考
JRN・NRNのクロスネット局である朝日放送のラジオでは、定時ニュースをすべて自社制作で賄うため、JRN・NRNの全国ニュース番組のネット受けを一切実施していない。ABCのサービスエリアでは、JRNの全国ニュース番組をMBSラジオと和歌山放送（両局とも本編自社制作の企画ネット形式）、NRNの全国ニュース番組をラジオ大阪とKBS京都、和歌山放送でそれぞれ放送している。

ただし、ABCテレビがJNNに参加していた1975年（昭和50年）3月30日までは、JNN協定に準拠してJRNのネットワークニュースの相互配信協定を結んでいた。

現在でも、総選挙の投・開票や大規模災害の発生時などで東京地区を呼び出す場合には、産経新聞社系 でNRNキー局のニッポン放送と取材で協力することがある。ちなみに、ニッポン放送でもNRNの全国ニュース番組ではなく、産経新聞社との提携・自社制作による定時ニュースを放送している。